# Rio Catawba
O rio Catawba é um rio da vertente atlântica dos Estados Unidos. Nasce na Cordilheira Blue, parte das Montanhas Apalaches, na Carolina do Norte, correndo para sul pelo interior da Carolina do Sul, onde se converte no rio Wateree e a jusante no rio Santee.
Tem um comprimento de 350 km (o sistema Santee-Wateree-Catawba alcança os 705 km de comprimento) e é uma importante fonte de energia hidroelétrica para a Carolina do Sul. Percorre a região de Piedmont, e está represado com uma série de albufeiras para controlo de enchentes e produção de energia hidroelétrica.
O rio tem o nome da tribo ameríndia Catawba, que na sua própria língua se autodesignavam como Kawahcatawbas, "povo do rio".